# アーカンソーダービー
アーカンソーダービー（Arkansas Derby）は、アメリカ合衆国アーカンソー州のオークローンパーク競馬場で開催されているサラブレッド競馬の平地競走である。

## 概要
1936年より施行されている競走で、オークローンパーク競馬場最大のイベントとなる競走である。アーカンソーダービー開催週にはレーシングフェスティバル・オブ・ザ・サウス（The Racing Festival of the South）と銘打たれたイベントが開催され、その週の各日にステークス競走が施行されている。現在の格付けはG1で、かつてはG2であった時期もあった。
アメリカクラシック三冠へのプレップレースとしても重要な競走であり、2015年にはアメリカンファラオがこのレースから三冠馬になった。他にもスマーティジョーンズ、アフリートアレックス、カーリンなどの名馬も勝ち馬に名を連ねている。
現在の総賞金は150万ドルであり、アメリカ国内の3歳戦として有数の高額賞金競走としても知られる。創設当初は総賞金5000ドルであったが、同競走をオークローンパークの目玉とするために当時の同競馬場マネージャーであったJ・スウィーニー・グラントによって賞金が増額され、徐々に現在の賞金額まで積み上げられていった。この賞金額は格付けがG2であった当時も維持された。
また2004年には、オークローンパーク競馬場は同競馬場のレベルステークスとこの競走、そしてケンタッキーダービーを優勝した競走馬に500万ドルのボーナス賞金を出すことを発表した。スマーティジョーンズはその発表と同じ年にこの3競走を制覇し、初のボーナスを獲得している。
2020年はCOVID-19の影響で、アメリカで開催予定だった各地のレースが延期になったことにより、同レースに99頭もの競走馬が登録した為、分割開催が決定された。分割開催によって賞金は半減するが、ケンタッキーダービーの出走権に関するポイントは変化しない（両レースとも1着から順に、100-40-20-10ポイントが付与される）。

## 歴史

### 全体の歴史
- 1936年 - 創設。施行条件は創設時から変更なし。
- 1960年 - 分割競走として実施。
- 1961年 - 1位入線のバスクリフが3着に降着、繰り上がりでライトトークが優勝する。
- 1973年 - グレード制導入により、G2として設定される。
- 1981年 - G1に昇格。
- 1989年 - G2に降格。
- 1999年 - 1位入線のヴァロールが最下位に降着、繰り上がりでサータインが優勝する。
- 2010年 - G1に再昇格。
- 2020年 - 分割競走として実施。

## 近年の勝ち馬
- 2025 Sandman
- 2024 Muth
- 2023 Angel of Empire
- 2022 Cyberknife
- 2021 Super Stock
- 2020 Charlatan[3] / Nadal （分割競走）
- 2019 Omaha Beach
- 2018 Magnum Moon
- 2017 Classic Empire
- 2016 Creator
- 2015 American Pharoah
- 2014 Danza
- 2013 Overanalyze
- 2012 Bodemeister
- 2011 Archarcharch
- 2010 Line of David
- 2009 Papa Clem
- 2008 Gayego
- 2007 Curlin
- 2006 Lawyer Ron
- 2005 Afleet Alex
- 2004 Smarty Jones
- 2003 Sir Cherokee
- 2002 Private Emblem
- 2001 Balto Star
- 2000 Graeme Hall